# David Coverdale

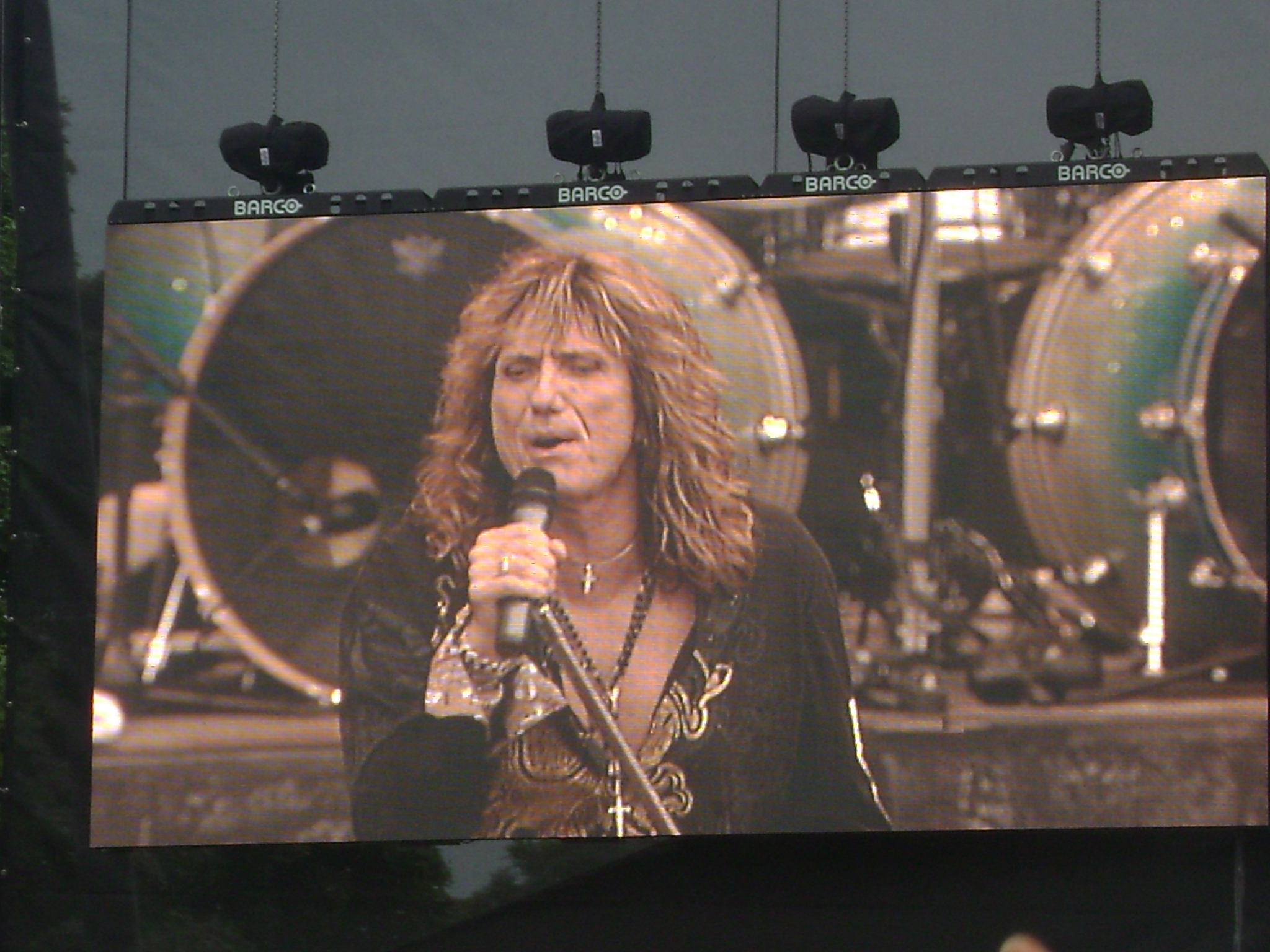
David Coverdale op het Arrow Rock Festival 2008, Nijmegen

David Coverdale (Saltburn-by-the-Sea (Yorkshire), 22 september 1951) is een Britse rockzanger (in 2007 liet hij zich naturaliseren tot Amerikaans staatsburger, al blijft hij ook de Britse nationaliteit houden), bekend van Whitesnake en daarvoor Deep Purple.

## Het begin
Zijn muzikale familie was de oorzaak voor zijn vroege belangstelling voor de gitaar, waarbij later het instrument werd vervangen door zijn stem. Coverdale begint zijn carrière eind jaren 60 in lokale bandjes (zoals Denver Mule, The government en andere).

## Deep Purple # 3
In 1973 is Coverdale op zoek naar een nieuwe band als hij reageert op een advertentie in Melody Maker, een Brits muziekblad. De band waar het om draait, blijkt Deep Purple te zijn, waar Ian Gillan net is opgestapt. Vanwege zijn stem en zijn talent om nummers te schrijven, krijgt David Coverdale de baan en maakt zo onderdeel uit van Deep Purple Mk III.
Het eerste album dat Deep Purple uitbrengt met Coverdale als zanger (Burn) is een succes. Bij het daaropvolgende album "Stormbringer" bestaat er binnen de band al onenigheid en de oprichter, Ritchie Blackmore, neemt afscheid en richt een nieuwe band op, Rainbow.

## Deep Purple # 4
Op aanraden van David Coverdale neemt Amerikaan Tommy Bolin de rol van gitarist over binnen de band. Slechts één (ondergewaardeerd) album "Come Taste The Band" later besluit de band na een desastreuze tournee in maart 1976 uit elkaar te gaan. Bolin zal kort daarna aan een overdosis overlijden.

## Solo
Na de split van Deep Purple mag Coverdale om contractuele redenen niet meer optreden. Hij breng echter wel 2 solo-elpees uit "White snake" (mei 1977) en "Northwinds" (januari 1978) waarbij hij samenwerkt met sessie-gitarist "Micky Moody". De instrumentale opnames gebeurden in Londen, terwijl de vocalen opgenomen werden in München, waar Coverdale op dat moment woont. In januari 1978 is zijn gedwongen verbanning over en keert Coverdale terug naar Londen, waar hij de eerste versie van Whitesnake samenstelt.

## Whitesnake I
Hierna gaat hij verder onder de naam Whitesnake, wat de indruk doet vermoeden dat er van een echte band sprake is. Het is echter zuiver een solo project van Coverdale die ook als enige in elke samenstelling van de band voorkomt. In Whitesnake speelden ook onder andere Purple leden Paice en Lord.

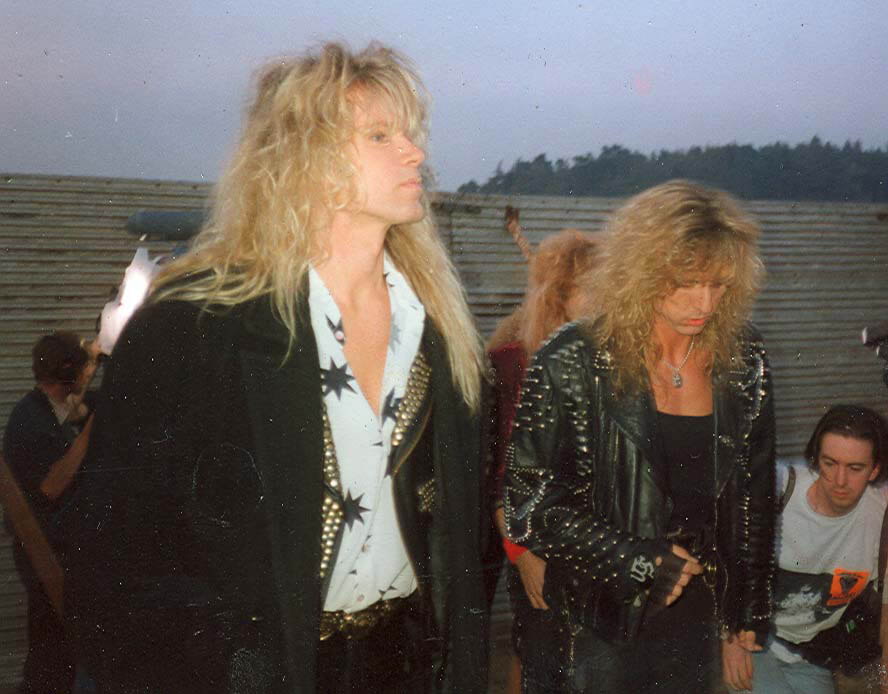
Rechts op de achtergrond David Coverdale met links op de voorgrond de Nederlandse hardrockgitarist Ad Vandenberg

De eerste twee albums waren niet succesvol, daarentegen waren ze in Europa en Japan redelijk populair. In de Verenigde Staten, het land waar Coverdale wil doorbreken, wil het niet zo goed lukken. Na het aantrekken van voormalig Thin Lizzy-gitarist John Sykes wordt de band ook succesvol in Amerika. In 1982 neemt Coverdale een break om te zorgen voor zijn zieke dochter.
In 1984 startte hij met een nieuwe Whitesnake, de band klonk energieker op het album Slide it in, waarmee ze platina haalden.
Vlak voor het uitbrengen van het volgende album wordt John Sykes ontslagen en vervangen door Ad Vandenberg. In 1987 kwam er een nieuw gelijknamig album met harde melodieuze rocknummers die hun grote doorbraak wereldwijd was.
Met de nummers Here I Go Again, Is this love en Still of the night volgde de ene hit na de andere. Coverdale verkocht van het album 6 miljoen stuks in Amerika alleen al.
In de videoclips van het album speelt actrice Tawny Kitaen samen met Coverdale een grote rol waarbij de rest van de band op de achtergrond blijft. De heftige scènes in de clips zijn een voorbode van de relatie tussen de zanger en de filmster. Na het volgende album, dat lang niet zo succesvol is, en de bijbehorende tournee is de relatie tussen Coverdale en Tawny Kitaen over.

## Jimmy Page
Tijdens een pauze van de band Whitesnake, brengt Coverdale samen met Jimmy Page (voormalig gitarist van Led Zeppelin) in 1993 een album, Coverdale/Page, uit. De samenwerking is geen lang leven beschoren en nog geen jaar later zal Jimmy Page gaan samenwerken met Robert Plant (voormalig zanger van Led Zeppelin).

## Whitesnake II
In 1997 keert Coverdale terug met Whitesnake, maar het is niet de juiste tijd voor een hardrockgroep. Wederom hangt David Coverdale de band aan de kapstok om zich te richten op soloalbums.

## Whitesnake III
In het begin van de 21e eeuw is er een hernieuwde belangstelling voor rockmuziek uit de jaren 80 en Coverdale besluit om nogmaals met Whitesnake te gaan spelen. Er wordt geen album uitgebracht maar er wordt wel een tournee gehouden samen met Scorpions.

## Discografie
met Deep Purple:
- 1974 - Burn
- 1974 - Live in London
- 1974 - Stormbringer
- 1975 - Made in Europe
- 1975 - Come Taste the Band

Solo:
- 1977 - White snake
- 1978 - North winds
- 2000 - Into the light

met Jimmy Page:
- 1993 - Coverdale-Page

als David Coverdale & Whitesnake
- 1997 - Restless heart

met Whitesnake:
- 1978 - Trouble
- 1979 - Love Hunter
- 1980 - Ready an' Willing
- 1981 - Come an' Get It
- 1982 - Saints and Sinners
- 1984 - Slide it in
- 1987 - 1987
- 1989 - Slip of the Tongue
- 2008 - Good to be Bad
- 2011 - Forevermore
- 2015 - The Purple Album

Ian Paice · Roger Glover · Ian Gillan · Steve Morse · Don Airey

Jon Lord † · Ritchie Blackmore · Rod Evans · Nick Simper · David Coverdale · Glenn Hughes · Tommy Bolin † · Joe Lynn Turner · Joe Satriani
- Bibsys: 4082266
- Biblioteca Nacional de España: XX1557964
- Bibliothèque nationale de France: cb139682794 (data)
- Gemeinsame Normdatei: 134351622
- International Standard Name Identifier: 0000 0000 7839 4194
- Library of Congress Control Number: n94030028
- MusicBrainz: 8b26558a-1073-45cf-b9a2-233703654ffb
- Nationale Bibliotheek van Tsjechië: ola2002151570
- Nationale bibliotheek van Australië: 35322189
- Nationale en Universitaire bibliotheek Zagreb: 000065035
- Nederlandse Thesaurus van Auteursnamen: 074673890
- Système universitaire de documentation: 157332519
- Trove: 911238
- Virtual International Authority File: 54339707
- WorldCat: E39PBJt8m3DtbcRf9KHkgcHXBP